# Sonnenstein (Gemeinde)
Die Gemeinde Sonnenstein ist eine Landgemeinde im Norden des Landkreises Eichsfeld in Thüringen. Sitz der Gemeindeverwaltung ist der Ort Weißenborn-Lüderode.

## Geografie

### Lage
Die Landgemeinde Sonnenstein liegt im südlichen Vorland des Harzes direkt an der Landesgrenze zu Niedersachsen. Nachbargemeinden sind Herzberg am Harz und Bad Lauterberg im Harz im Landkreis Göttingen im Norden, Hohenstein im Landkreis Nordhausen im Osten, Am Ohmberg, Haynrode, Leinefelde-Worbis, Brehme und Ecklingerode im Landkreis Eichsfeld im Süden sowie Duderstadt im Landkreis Göttingen im Westen.
Benannt ist die Landgemeinde nach dem Sonnenstein, einem 486 Meter hohen Berg bei Holungen. Auf dieser Bergkuppe wurde 2017 ein Skywalk errichtet. Es handelt sich dabei um einen Steg mit gläsernem Boden. Dieser ist 14 Meter lang und ragt gut 9 Meter über die Klippen des Sonnensteins. Damit entstand ein neuer touristischer Anziehungspunkt in der Gemeinde. Sonnenstein liegt (Luftlinie) etwa 35 Kilometer östlich von Göttingen, rund 25 Kilometer westlich von Nordhausen, 15 Kilometer nordwestlich von Bleicherode, gut 13 Kilometer nordnordöstlich der ehemaligen Kreisstadt Worbis und circa 25 Kilometer nordöstlich der heutigen Kreisstadt Heilbad Heiligenstadt.

### Landgemeindegliederung
Die Gemeinde Sonnenstein besteht aus folgenden acht Ortschaften (in Klammern die Einwohnerzahlen am 30. Juni 2019):
- Bockelnhagen mit den Ortsteilen Bockelnhagen (286 E.) und Weilrode (70 E.)
- Holungen (809 E.) mit der Kleinsiedlung Sonnenstein
- Jützenbach (480 E.)
- Silkerode (355 E.)
- Steinrode mit den Ortsteilen Epschenrode (121 E.) und Werningerode (357 E.)
- Stöckey (394 E.)
- Weißenborn-Lüderode (1299 E.) mit dem Ortsteil Gerode und
- Zwinge (373 E.)

## Geschichte
Sonnenstein wurde am 1. Dezember 2011 aus dem Zusammenschluss der Gemeinden Bockelnhagen, Holungen, Jützenbach, Silkerode, Steinrode, Stöckey, Weißenborn-Lüderode und Zwinge gebildet. Bereits vorher waren die Orte funktionell in der Verwaltungsgemeinschaft Eichsfeld-Südharz zusammengeschlossen.
| Jahr      | 2011 | 2012 | 2013 | 2014 | 2015 | 2016 | 2017 | 2018 | 2019 | 2020 | 2021 | 2022 |
| --------- | ---- | ---- | ---- | ---- | ---- | ---- | ---- | ---- | ---- | ---- | ---- | ---- |
| Einwohner | 4824 | 4786 | 4714 | 4653 | 4622 | 4575 | 4556 | 4531 | 4505 | 4482 | 4433 | 4400 |

Datenquelle: Thüringer Landesamt für Statistik

## Politik

### Gemeinderat
Die vergangenen Gemeinderatswahlen am 22. April 2012, am 25. Mai 2014, am 26. Mai 2019 und am 26. Mai 2024 hatten folgende Ergebnisse:
| Parteien und Wählergemeinschaften | Parteien und Wählergemeinschaften           | 2012   | 2012   | 2014   | 2014   | 2019   | 2019   |        | 2024   | 2024 |
| Parteien und Wählergemeinschaften | Parteien und Wählergemeinschaften           | %      | Sitze  | %      | Sitze  | %      | Sitze  | %      | Sitze  |      |
| CDU                               | Christlich Demokratische Union Deutschlands | 48,5   | 8      | 56,8   | 9      | 57,4   | 9      | 51,4   | 9      |      |
| FW                                | Freie Wähler                                | 48,9   | 8      | 43,2   | 7      | 42,6   | 7      | 39,2   | 6      |      |
| BS                                | Bündnis Sonnenstein                         | 48,9   | –      | –      | –      | –      | –      | 9,4    | 1      |      |
| GRÜNE                             | Bündnis 90/Die Grünen                       | 02,5   | 0      | –      | –      | –      | –      | –      | –      |      |
| Gesamt                            | Gesamt                                      | 100    | 16     | 100    | 16     | 100    | 16     | 100    | 16     |      |
| Wahlbeteiligung                   | Wahlbeteiligung                             | 60,0 % | 60,0 % | 63,6 % | 63,6 % | 68,8 % | 68,8 % | 68,8 % | 68,8 % |      |

### Bürgermeisterin
Sonnensteins Bürgermeisterin ist Margit Ertmer. Bei der Bürgermeisterwahl am 3. März 2024 erhielt sie 55,4 Prozent der gültigen Stimmen und war damit im ersten Wahlgang wiedergewählt. Die Wahlbeteiligung lag bei 59,1 Prozent. Bei der Wahl am 15. April 2018 hatte sie 61,1 Prozent der Stimmen erhalten, die Wahlbeteiligung lag damals bei 60,7 Prozent.

### Wappen
Das Wappen,  das die Landgemeinde jetzt führt, zeigt auf blauem Grund einen grünen Berg, darauf ein schwarzes Kreuz, das von einer goldenen Sonne umrahmt wird.